# 中南米出身の日本プロ野球外国人選手一覧
中南米出身の日本プロ野球外国人選手一覧は、ラテンアメリカ出身の日本プロ野球（NPB）の外国人選手一覧。
太字は現役NPB選手。

## ドミニカ共和国

### ア行
- アリスティデス・アキーノ
- ホセ・アコスタ
- スティベン・アセベド
- サムエル・アダメス
- アブナー・アブレイユ
- アルバート・アブレイユ
- ウィンストン・アブレイユ
- マティ・アルー
- アリスメンディ・アルカンタラ
- ラウル・アルカンタラ
- エリック・アルモンテ
- ソイロ・アルモンテ
- デービッド・アルモンテ
- ヘクター・アルモンテ
- ガブリエル・イノーア
- ウィルソン・バルデス
- エスタミー・ウレーニャ
- ライネル・エスピナル
- エリアン・エレラ
- アンダーソン・エルナンデス
- エンリケ・ラミレス
- ホセ・オーティズ
- ホセ・オスーナ
- ウィルフィン・オビスポ
- ルイス・オルティス
- ラモン・オルティズ

### カ行
- ファビオ・カスティーヨ
- ルイス・カスティーヨ
- アンヘル・カストロ
- ダニエル・カブレラ
- アルキメデス・カミネロ
- フェリックス・カラスコ
- ヘクター・カラスコ
- オルランド・カリステ
- エスマイリン・カリダ
- アンソニー・ガルシア
- フレッディ・ガルシア
- フランク・ガルセス
- クラウディオ・ガルバ
- バルビーノ・ガルベス
- カルロス・ロサ
- フランシスコ・キャブレラ
- アレクシス・キャンデラリオ
- アントニオ・グスマン
- ジョエル・グスマン
- フランシス・グズマン
- フランクリン・グラセスキー
- ライナー・クルーズ（スペインとの二重国籍）
- ラファエル・クルス
- アレファンドロ・ケサダ
- ケリン・ホセ
- ウィルフィレーセル・ゲレロ
- アレクシス・ゴメス
- マウロ・ゴメス
- ジミー・コルデロ
- フランチー・コルデロ
- レミー・コルデロ
- ロベルト・コルニエル
- ルイス・ゴンサレス
- オスカー・ゴンザレス
- デニー・ゴンザレス
- スタンリー・コンスエグラ

### サ行
- アニュラス・ザバラ
- マリオ・サンギルベルト
- ドミンゴ・サンタナ
- フアン・サンタナ
- フリオ・サンタナ
- フォアキン・サンタマリア
- エンジェル・サンチェス
- サンティアゴ・ラミレス
- エドワード・サントス
- サンディ・サントス
- ラモン・サントス
- ウィンストン・ジェナス
- モイセ・シエラ
- マルコ・シモン
- エステバン・ジャン
- ジョーダン・ノルベルト
- アウディ・シリアコ
- スターリン・コルデロ
- ディオニス・セサル
- レイソン・セプティモ
- ホルヘ・ソーサ
- アルフォンソ・ソリアーノ
- ディオーニ・ソリアーノ
- マヌエル・ソリマン

### タ行
- ラモン・タティス
- ジョアン・タバーレス
- マリアーノ・ダンカン（アメリカとの二重国籍）
- ロビンソン・チェコ
- ビクトル・ディアス
- フェリックス・ディアス
- ナティーノ・ディプラン
- フリアン・ティマ
- ダニーロ・デヘスス
- フェルナンド・デラクルーズ
- フランシスコ・デラクルーズ
- ヘクター・デラクルーズ
- ホセ・デラクルーズ
- エウロ・デラクルス
- トマス・デラロサ
- フランディー・デラロサ
- ルビー・デラロサ
- ルイス・テレーロ
- ファン・デレオン
- ジョハン・ドミンゲス
- ドミンゴ・グスマン
- ラファエル・ドリス

### ナ行
- リカルド・ナニータ
- ヤマイコ・ナバーロ
- ホセ・ニコラス
- マキシモ・ネルソン
- ノエル・ウレーニャ

### ハ行
- フアン・ハイメ
- アンヘル・バウチスター
- エスメルリング・バスケス
- ラファエル・バチスタ
- サビエル・バティスタ
- トニー・バティスタ
- ネルソン・パヤノ
- ジミー・パラデス
- マーチン・バルガス
- エドワード・バルデス
- カルロス・バルデス
- アレン・ハンソン
- ケルビン・ヒメネス
- ルイス・ヒメネス
- サンドロ・ファビアン
- アルフレッド・フィガロ
- フアン・フェリシアーノ
- クリスチャン・フェリス
- ダリットソン・フェリス
- マイケル・フェリス
- マイロン・フェリックス
- ジュニオール・フェルナンデス
- トニー・フェルナンデス（アメリカとの二重国籍）
- ホセ・フェルナンデス
- ルイス・ブラウン
- ヤンシー・ブラゾバン
- エスターリン・フランコ
- フリオ・フランコ
- マイケル・フランコ
- トニ・ブランコ
- フアン・フランシスコ
- ヘロニモ・フランスア
- アンヘル・ブリトー
- サンディ・ブリトー
- バーナード・ブリトー
- ウィリー・モー・ペーニャ
- カルロス・ペゲーロ
- フランシスコ・ペゲーロ
- カンディド・ヘスス
- ホセ・ベタンセス
- ホルヘ・ペラルタ
- フランケリー・ヘラルディーノ
- フェリックス・ペルドモ
- ルイス・ペルドモ
- エリエ・ヘルナンデス
- ラモン・ヘルナンデス
- エステバン・ヘルマン
- ゴンザレス・ヘルメン
- カルロス・ペレス
- ティモ・ペレス
- ネルソン・ペレス
- ヨーキス・ペレス
- ラファエル・ペレス
- ルイス・ペレス
- クリスチャン・ベロア
- グレゴリー・ベロス
- ルディ・ペンバートン
- フェリペ・ポーリーノ（ベネズエラとの二重国籍）
- ホセ・ヌーニェス
- ホセ・パーラ
- ホセロ・ディアス
- アルキメデス・ポゾ
- グレゴリー・ポランコ
- ラファエル・ポロ

### マ行
- ナタナエル・マテオ
- マルコス・マテオ
- ウィルソン・マトス
- ワーナー・マドリガル
- マリオ・ブリトー
- ハンセル・マルセリーノ
- ホセ・マルチネス
- ジェフリー・マルテ
- ジュニオル・マルテ
- ビクトル・マルテ
- アレクサンダー・マルティネス
- アンソニー・マルティネス
- ドミンゴ・マルティネス
- ホルヘ・マルティネス
- ルイス・マルティネス
- ホセ・マルモレホス
- ヨハン・ミエセス
- レアンドロ・メジャ
- アルフレッド・メナ
- アレハンドロ・メヒア
- C.C.メルセデス
- ロマン・メンデス
- アニェニル・メンドーサ
- イスラエル・モタ
- フアン・モリーヨ
- ラモン・モレル
- ウィルニー・モロン
- エマイリン・モンティージャ
- エレフリス・モンテロ

### ヤ行
- ジェフリー・ヤン

### ラ行
- フェリックス・ラミーレス
- ラモン・ラミーレス
- エマニュエル・ラミレス
- モイセス・ラミレス
- ユーリー・ラモス
- レイミン・ラモス
- エドガー・ララ
- アマウリ・リーバス
- ラダメス・リズ
- カルロス・リベラ
- ベン・リベラ
- ネルソン・リリアーノ
- ルイス・サントス
- エルビス・ルシアーノ
- エクトル・ルナ
- フランミル・レイエス
- エジソン・レイノソ
- ウィリン・ロサリオ
- ライネル・ロサリオ
- ランディ・ロサリオ
- アデルリン・ロドリゲス
- エルビン・ロドリゲス
- ジョエリー・ロドリゲス
- ネリオ・ロドリゲス
- ブライアン・ロドリゲス
- ルイス・ロドリゲス
- ロニー・ロドリゲス
- ビクター・ロペス
- ポーフィリオ・ロペス
- ネルソン・ロベルト
- エンニー・ロメロ
- フェルナンド・ロメロ

## ベネズエラ
- ヘスス・アギラー
- ウイリアンス・アストゥディーヨ
- ペドロ・アビラ
- エルビス・アラウホ
- オズワルド・アルシア
- エドガルド・アルフォンゾ
- ウィン・ハタド
- アルシデス・エスコバー
- エドウィン・エスコバー
- アンダーソン・エスピノーザ
- ホセ・オスナ
- ルーグネッド・オドーア
- アルビス・オヘイダ
- エドワード・オリバレス
- ホセ・カスティーヨ
- ペドロ・カステヤーノ
- ガブリエル・ガルシア
- アレックス・カブレラ
- ジョバンニ・カラーラ
- ビクター・ガラテ
- フランシスコ・カラバイヨ
- フレディ・ガルビス
- カルロス・プリード
- フランク・カンポス
- レオネル・カンポス
- ヘスス・グスマン
- ロマー・コドラド
- エンリケ・ゴンザレス
- マーウィン・ゴンザレス
- ルイス・ゴンザレス
- オスカー・サラサー
- ロバート・ザラテ
- ルイス・サンチェ
- ロムロ・サンチェス
- GG
- アルバート・スアレス
- ロベルト・スアレス
- アレハンドロ・セゴビア
- レアンドロ・セデーニョ
- ミゲル・ソコロビッチ
- エンジェルベルト・ソト
- ヤンハービス・ソラーテ
- ダーウィン・クビアン
- ヨヘルミン・チャベス
- エディ・ディアス
- ジョフレック・ディアス
- ヘスス・ティノコ
- レナート・ヌニエス
- ジェラルド・パーラ
- フレディ・バイエスタス
- エルウィン・パラシオス
- エディソン・バリオス
- ジョニー・パリデス
- アーロム・バルディリス
- ブレイビック・バレラ
- ルイス・ヒメネス
- ホセ・ピレラ
- レニエル・ピント
- ホセ・フローレス
- マルコス・ベキオナチ
- ロベルト・ペタジーニ
- ラファエル・ベタンコート
- ダーウィンゾン・ヘルナンデス
- エルネスト・ペレイラ（クロアチアとの二重国籍）
- ロベルト・ペレス
- アンドレス・マチャド
- ホセ・マラベ
- ボビー・マルカーノ
- エルネスト・メヒア
- ヨアンデル・メンデス
- ケビン・モスカテル
- ギジェルモ・モスコーソ
- ディエゴ・モレノ
- ミゲル・ヤフーレ
- アレックス・ラミレス（引退後に日本国籍取得）
- カルロス・リベロ
- ウィル・レデズマ
- ホセ・ロペス
- レビ・ロメロ
- ホルヘ・ロンドン

## キューバ
- ミチェル・アブレイユ（コスタリカへ亡命）
- ダリエル・アルバレス（メキシコへ亡命）
- フランク・アルバレス
- レスリー・アンダーソン（メキシコへ亡命）
- レオナルド・ウルヘエス
- アデイニー・エチェバリア（アメリカ国籍）
- ヨスラン・エレラ（ドミニカ共和国へ亡命）
- ルスネイ・カスティーヨ（ドミニカ共和国へ亡命）
- バーバロ・カニザレス（ドミニカ共和国へ亡命）
- オネルキ・ガルシア（アメリカへ亡命）
- ギジェルモ・ガルシア
- ホセ・アドリス・ガルシア（離日後にフランスへ亡命）
- オジー・カンセコ（アメリカ国籍）
- ジュリスベル・グラシアル
- ユリエスキ・グリエル（離日後にハイチへ亡命）
- ルルデス・グリエル・ジュニア（離日後にハイチへ亡命）
- アレックス・ゲレーロ（ハイチに亡命）
- オスカー・コラス（在籍中にドミニカ共和国へ亡命）
- トニー・ゴンザレス
- ダリオ・サルディ
- ロエル・サントス
- フレデリク・セペダ
- オレステス・デストラーデ（アメリカ国籍）
- アルフレド・デスパイネ
- ヤディル・ドレイク（メキシコへ亡命）
- ラウル・バルデス（ドミニカ共和国へ亡命）
- ロベルト・バルボン
- ダヤン・ビシエド（アメリカ国籍）
- ハンベルト・フェルナンデス
- ユニエスキー・ベタンコート（メキシコへ亡命）
- フェリックス・ペレス（ドミニカ共和国へ亡命）
- ソイロ・ベルサイエス
- ホセ中村（メキシコ国籍）
- アンディ・マーティン（アメリカへ亡命）
- レオネス・マーティン（アメリカ国籍）
- ローマン・マヒナス
- アリエル・マルティネス
- ライデル・マルティネス
- ランディ・マルティネス
- アリエル・ミランダ（他国へ亡命）
- ホアン・ミランダ（ドミニカ共和国へ亡命）
- フアン・カルロス・ムニス（ブラジルへ移住）
- エクトル・メンドーサ（離日後に他国に亡命）
- リバン・モイネロ
- カルロス・モニエル
- ランヘル・ラベロ（アメリカ国籍）
- オマール・リナレス
- ペドロ・レビーラ
- アンディ・ロドリゲス（在籍中にアメリカへ亡命）
- クリスチャン・ロドリゲス
- ジャリエル・ロドリゲス
- ヨアン・ロペス（ハイチへ亡命）

## アメリカ領プエルトリコ
- ルイス・アキーノ
- ジョナサン・アルバラデホ
- ホセ・エスパーダ
- ラファエル・オレラーノ
- イバン・クルーズ
- トミー・クルーズ
- ヘクター・クルーズ
- フェリペ・クレスポ
- レオ・ゴメス
- ディッキー・ゴンザレス
- ルイス・ゴンザレス
- マリオ・サンティアゴ
- ジオ・アルバラード
- ネフタリ・ソト
- メルビン・ニエベス
- エドガルド・バイエス
- トニー・バナザード
- ケニス・バルガス
- ペドロ・バルデス
- バンボ・リベラ
- ペドロ・フェリシアーノ
- ヒラム・ボカチカ
- カルロス・ポンセ
- オーランド・マルセド
- カルメロ・マルチネス
- フェリックス・ミヤーン
- ヘクター・メルカド
- スティーブン・モヤ（ドミニカ共和国国籍）
- フリオ・リナレス
- ハーマン・リベラ
- シクスト・レスカーノ
- ジミー・ロザリオ
- ボイ・ロドリゲス
- アルト・ロペス
- オーランド・ロマン

## メキシコ
- ジャフェット・アマダー
- アレクサンダー・アルメンタ
- ナルシソ・エルビラ
- ロベルト・オスナ
- カリーム・ガルシア
- ルイス・ガルシア
- ルイス・クルーズ
- ラファエル・ディアス
- エルマー・デセンス
- ミゲール・デルトロ
- ホセ・トレンティーノ
- マニー・バニュエロス
- セサル・バルガス
- クリスチャン・ビヤヌエバ
- ラミロ・ペーニャ
- リゴ・ベルトラン
- マリオ・バルデス
- アガスティン・ムリーロ
- ジョーイ・メネセス
- ルイス・メンドーサ
- ロベルト・ラミレズ

## ブラジル
- 片山文男（日本国籍取得）
- 金伏ウーゴ
- アンダーソン・ゴメス
- 櫻井嘉実（日本国籍取得）
- 佐藤滋孝
- 瀬間仲ノルベルト
- 玉木重雄（日本国籍取得）
- ツギオ（退団後に日本国籍取得）
- 仲尾次オスカル
- チアゴ・ビエイラ
- ラファエル・フェルナンデス
- ルシアノ・フェルナンド
- ボー・タカハシ
- 曲尾マイケ
- 松元ユウイチ（日本国籍取得）
- ロドリゴ宮本

## パナマ
- マニー・アコスタ
- ジーン・アルナエス
- ベン・オグリビー
- シャーマン・オバンドー
- ハビー・ゲラ
- フリオ・ズレータ
- フェルナンド・セギノール
- ジャン・テハダ
- アルベルト・バルドナード
- ホセ・マシーアス
- ウンベルト・メヒア
- デーブ・ロバーツ

## オランダ領キュラソー
- シェルテン・アポステル
- ランドール・サイモン
- アンドリュー・ジョーンズ
- ウラディミール・バレンティン
- ヘンスリー・ミューレン

## コロンビア
- ホルベルト・カブレラ
- タイロン・ゲレーロ
- ジーター・ダウンズ
- ジョーダン・ディアス
- ジャシエル・ヘレラ

## ニカラグア
- デビッド・グリーン
- ビセンテ・パディーヤ

## アメリカ領ヴァージン諸島
- ジャレル・コットン
- ジャバリ・ブラッシュ

## バハマ
- アンディ・ロジャース

## パラグアイ
- 岡林洋一